# ديفون الشمالية (دائرة انتخابية في المملكة المتحدة)
ديفون الشمالية (بالإنجليزية: North Devon)‏ هي إحدى الدوائر الانتخابية في المملكة المتحدة الممثلة في مجلس العموم في برلمان المملكة المتحدة.
عضو البرلمان الذي يمثلها حالياً هو :Nick Harvey (LD).